# Оксфорд Џанкшон (Ајова)
Оксфорд Џанкшон (енгл. Oxford Junction) град је у америчкој савезној држави Ајова. По попису становништва из 2010. у њему је живело 496 становника.

## Демографија
Према попису становништва из 2010. у граду је живело 496 становника, што је -77 (-13.4%) становника више него 2000. године.
| Група             | 2000.       | 2010.       |
| Белци             | 566 (98,8%) | 491 (99,0%) |
| Афроамериканци    | 0 (0,0%)    | 0 (0,0%)    |
| Азијати           | 1 (0,2%)    | 2 (0,4%)    |
| Хиспаноамериканци | 1 (0,2%)    | 0 (0,0%)    |
| Укупно            | 573         | 496         |